# Schwäbischer Frauenverein
Der Schwäbische Frauenverein ist ein Verein, der es sich zum Ziel gesetzt hat, Frauenbildung zu fördern, insbesondere die Berufsausbildung für soziale Berufe.

## Geschichte
Der Schwäbische Frauenverein wurde 1873 in Stuttgart gegründet. Den Anstoß dafür gab die Generalversammlung des Allgemeinen Deutschen Frauenvereins in Stuttgart im gleichen Jahr. Ziel des Vereins war die Förderung der Frauenbildung, insbesondere der praxisorientierten Bildung, um den Frauen eine Berufstätigkeit zu ermöglichen. Bereits im Januar 1874 wurde in Stuttgart eine Töchter-Handelsschule errichtet, in der junge Frauen für kaufmännische Berufe ausgebildet wurden. Im Mai 1874 erfolgte die Frauenarbeitsschule, in der den jungen Mädchen Handarbeitstechniken vermittelt wurden, die einerseits zum Broterwerb dienen konnten, andererseits hilfreich waren für die Führung eines Haushalts. Die Frauenarbeitsschule bildete Industrie-, Arbeits- und Fachlehrerinnen aus. 1875 wurde ein Kindergarten gegründet, in dem seit 1894 offiziell auch Erzieherinnen ausgebildet wurden. 1891 folgte die Gründung einer Kochschule, 1895 einer Haushaltsschule. Es ging dem Verein aber nicht nur um die Ausbildung der Frauen, sondern er versuchte auch, den Frauen Arbeitsstellen zu vermitteln. So betrieb er seit 1874 eine Stellenvermittlung. Die seit 1897 herausgegebene Zeitung „Frauenberuf“ informierte die Frauen über Berufsmöglichkeiten, über Aktivitäten der Frauenbewegung und der Frauenvereine und die rechtliche Stellung der Frauen. 1914 wurde die Zeitschrift eingestellt. 1917 wurde zudem noch die Soziale Frauenschule gegründet, in der Fürsorgerinnen ausgebildet wurden. Seit 1971 ist sie als Fachhochschule für Sozialwesen in staatlicher Hand.

## Vereinshäuser
1876 wurde das erste Vereinshaus in der Reinsburgstraße gekauft, wo alle Schulen unter einem Dach untergebracht waren. 1901 folgte das zweite Vereinshaus in der Silberburgstraße.

## Aktuell
Der Verein konzentriert sich heute auf die Ausbildung sozialer Berufe. In der AKAS (Akademie Silberburg) und am PIKS (Pädagogische Institut für Sozialpädagogik) gibt es zudem die unterschiedlichen Weiterbildungsangebote. Vorstandsvorsitzende des Vereins ist die Stuttgarter Gemeinderätin Beate Bulle-Schmid.